# Giornata internazionale della radiologia
La Giornata internazionale della radiologia (o International Day of Radiology (IDoR)) è un evento annuale volto a promuove il ruolo dell'immagine medica nell'assistenza sanitaria moderna.
Si celebra l'8 novembre di ogni anno e coincide con l'anniversario della scoperta dei Raggi X da parte del fisico tedesco Wilhelm Conrad Röntgen, che scoprì i Raggi X l'8 novembre 1895, ponendo così le basi alla nascita della nuova disciplina medica della radiologia.
La ricorrenza  è stata introdotta per la prima volta nel 2012, come iniziativa congiunta, dalla European Society of Radiology (ESR), dalla Radiological Society of North America (RSNA) e dall'American College of Radiology (ACR). L'International Society of Radiographers and Radiological Technologists ha celebrato l'8 novembre come Giornata mondiale radiografica dal 2007, insieme ad altre associazioni nazionali di radiografie, come la Society of Radiographers e l'Associazione dei radiografi della Nigeria.
L'International Day of Radiology si celebrò in seguito alla Giornata europea della radiologia, lanciata nel 2011: la prima e unica Giornata europea della radiologia si è svolta il 10 febbraio 2011 per commemorare l'anniversario della morte di Röntgen. La giornata europea è stata organizzata dalla ESR, che in seguito è entrata in cooperazione con RSNA e ACR per stabilire così la Giornata internazionale di radiologia.